# La Constancia (Jerez de la Frontera)
La Constancia es un barrio de la ciudad de Jerez de la Frontera, (Andalucía, España).

## Origen
La Constancia se planificó y creó en 1953 por el arquitecto municipal Fernando de la Cuadra, siguiendo las pautas de la barriada de la Plata, un conjunto de edificaciones entre jardines, soportales, plazoletas y pequeños comercios que contribuyen a crear lugares de encuentro entre los vecinos.
Para su ubicación se escogió junto a la Barriada España, donde el propio Fernando de la Cuadra había empezado a practicar en algunos bloques ese tipo de edificaciones, y el antiguo cementerio de Santo Domingo, construido en 1834 y operativo hasta 1945, cuando se inauguró el actual Cementerio de La Merced.

## Características
Debido a su cercanía con la Plaza de toros, aunque ésta fuera construida antes de la propia barriada, se la considera como barriada de cierto "sabor taurino". En ella se encuentra la Escuela Municipal de Tauromaquia de la ciudad, actualmente clausurada desde 2018.
De 1958 a 1968 acogió las carreras urbanas del Gran Premio de La Merced, en el conocido como Circuito de la Constancia.
Situado en el distrito norte, tiene una población de 1086 habitantes.
A partir de los años 80  la barriada ha experimentado constantes problemas arquitectónicos, con realojos de vecindario incluido, siendo la última gran rehabilitación en 2022

## Memoria histórica
Al lado de la pista deportiva de La Constancia, en el entorno del antiguo cementerio civil y protestante, en el conocido como Patio de Ampliación, se encontró una fosa común de represaliados del régimen franquista. Según los estudios, en esa zona podría haber hasta cinco fosas comunes con los restos de 600 víctimas.
También, en la Plaza de Toros de Jerez entre 1937 y 1941 se llevaron a cabo ejecuciones sumarías, de las cuales se han identificado 39 condenas a muerte impuestas por tribunales militares franquistas, 37 de ellas por fusilamiento y dos por garrote vil. Los cuerpos eran posteriormente arrojados a las fosas comunes excavadas en el Patio de Ampliación.

## Lugares de Interés
- Plaza de toros
- Iglesia de Nuestra Señora de Fátima
- Parque de Bomberos de Jerez
- Rotonda de la Venencia
- Parque scout de Jerez
- Antiguo Cementerio de Santo Domingo de Jerez de la Frontera

## Galería de imágenes
|                                  |
| Calle Juan Belmonte a contraluz. |

|                                                          |
| Acceso a La Constancia desde la Avenida Martín Ferrador. |

|                                                         |
| Tradicionales pasajes arquitectónicos de La Constancia. |

|                                                    |
| Parque Scout, donde se hallaron las fosas comunes. |